# Exequiel Figueroa
Exequiel Fernando Figueroa Reyes (Santiago, 1924-Ib., 28 de diciembre de 2005) fue un constructor civil, baloncestista y entrenador chileno.

## Carrera deportiva
Su primer club fue Famae, desde donde pasó al equipo de la Universidad de Chile, misma institución donde ingresó a estudiar construcción civil. Con la U consiguió los campeonatos nacionales de 1943, 1948, 1949 y 1952.
Fue internacional con la selección de Chile en los Sudamericanos de Lima 1943, Guayaquil 1945, Río de Janeiro 1947, Asunción 1949 y en los Panamericanos de Buenos Aires 1951. También fue partícipe del equipo que consiguió el tercer lugar del campeonato mundial de Buenos Aires 1950, y titular en los Londres 1948 y Helsinki 1952.
Como entrenador, dirigió a la selección chilena en los Sudamericanos de Cúcuta 1956 y Santiago 1958, y junto a Luis Valenzuela y Juan Arredondo, fueron parte del equipo técnico que dirigió al equipo nacional en el Mundial de Chile 1959, donde alcanzaron el tercer puesto.

## Récords
En el duelo ante la Selección de baloncesto de la Unión Soviética Exequiel Figueroa logró 6 asistencias  lo que fue récord durante 19 años a nivel FIBA.